# Беата (остров)
Беа́та (исп. Isla Beata) — небольшой остров в Карибском море, расположенный в 7 км к юго-западу от мыса Беата, который является самой южной точкой острова Эспаньола (Гаити).

## География
Остров Беата отделен от Гаити каналом Де-ла-Беата (исп. Canal de la Beata) и является частью Доминиканской Республики. Его площадь составляет 27 км². Остров имеет треугольную форму и представляет собой равнину без возвышенностей.

## Ландшафт, флора и фауна
Множество песчаных пляжей и бухт составляют ландшафт южного побережья. Изобилие мангры, а также мягких почв образует в северной части острова многочисленные мангровые болота. Большие пещеры и каверны, что располагаются в западной части острова, возникли под влиянием мощных карстовых процессов. Эти пещеры являются основным местом обитания летучих мышей.
Эрозия известняковых пород, широко распространенных на всей территории острова, порождает эффект зубчатой поверхности (англ. Dogtooth — собачий клык). Это делает остров весьма трудным для передвижения и освоения. На известняковой почве растут низкорослые полулиственные леса. Поскольку островной биоценоз характеризуется наличием постоянного дефицита воды из-за высыхания и воздействия ветра, на острове преобладают карликовые виды деревьев, а также плотные низкие кустарники.
Морские черепахи и игуаны, а также разновидности водоплавающих птиц составляют главную основу экологической системы острова. Он стал и ареалом некоторых видов змей, например alsophis anomalus. Как отмечают некоторые исследователи, остров Беата является, вероятно, последним прибежищем для этого вида. Весьма распространен на острове и белошапочный голубь (лат. Columba leucocephala).

## История открытия
Остров Беата был открыт европейцами в конце августа 1494 года во время второй экспедиции Христофора Колумба. Впоследствии Колумб побывал на острове ещё два раза. Во время своей третьей экспедиции в 1498 году Колумб направлялся на Гаити, отплыв с острова Маргарита (Венесуэла), однако сильное течение заставило первооткрывателя причалить на остров Беата. По свидетельству Бартоломе де Лас Касаса (исп. Bartolomé de Las Casas) именно тогда Колумб и придумал название крохотному островку, послужившему временной пристанью экспедиционных судов. Как утверждает де Лас Касас, Колумб назвал остров «Мадам Беата».
В своё последнее, четвёртое путешествие 3 августа 1504 года Колумб вновь вынужден был остановиться на острове Беата. Около 40 дней первооткрывателю и его команде пришлось ждать на острове благоприятного ветра, чтобы затем пройти через мыс Монго.

## Некоторые исторические сведения
В колониальную эпоху испанцы разводили на острове крупный рогатый скот.
Выгодное географическое положение острова сделало его ареной многочисленных военных конфликтов между испанскими войсками и пиратами, которые в то время базировались на острове Тортуга.
В 1870-х годах правительство разрешило некоторым частным предпринимателям начать добычу каменной соли на северном побережье острова. К 1960-м годам месторождение соли было полностью исчерпано.

## Местное население
По всей видимости, остров к моменту открытия был населен представителями аравакского племени таино, о чём свидетельствуют огромное количество раковин моллюсков стромбус (лат. strombus gigas), которыми араваки регулярно питались. Археологи также обнаружили следы древнего поселения племени таино. Согласно мнению некоторых исследователей, число жителей этого поселения могло насчитывать около 800 человек. В настоящее время остров Беата является необитаемым.